# Petinomys lugens
Petinomys lugens is een zoogdier uit de familie van de eekhoorns (Sciuridae). De wetenschappelijke naam van de soort werd voor het eerst geldig gepubliceerd door Thomas in 1895.

## Voorkomen
De soort komt voor in Indonesië.